# Yaberinella
Yaberinella es un género de foraminífero bentónico de la subfamilia Soritinae, de la familia Soritidae, de la superfamilia Soritoidea, del suborden Miliolina y del orden Miliolida. Su especie tipo es Yaberinella jamaicensis. Su rango cronoestratigráfico abarca desde el Luteciense (Eoceno medio) hasta el Priaboniense (Eoceno superior).

## Clasificación
Yaberinella incluye a las siguientes especies:
- Yaberinella hottingeri †
- Yaberinella jamaicensis †
- Yaberinella panamensis †
- Yaberinella trelawniensis †